# Xã Little Mackinaw, Quận Tazewell, Illinois
Xã Little Mackinaw (tiếng Anh: Little Mackinaw Township) là một xã thuộc quận Tazewell, tiểu bang Illinois, Hoa Kỳ. Năm 2010, dân số của xã này là 1.575 người.